# Маунт Мораја (Мисури)
Маунт Мораја (енгл. Mount Moriah) град је у америчкој савезној држави Мисури.

## Демографија
По попису из 2010. године број становника је 87, што је 56 (-39,2%) становника мање него 2000. године.
| Група             | 2000.       | 2010.      |
| Белци             | 137 (95,8%) | 83 (95,4%) |
| Афроамериканци    | 0 (0,0%)    | 0 (0,0%)   |
| Азијати           | 0 (0,0%)    | 0 (0,0%)   |
| Хиспаноамериканци | 0 (0,0%)    | 4 (4,6%)   |
| Укупно            | 143         | 87         |